# Aspen (revista)
Aspen. The Multimedia Magazine in a Box fou una revista d'art fundada l'any 1965 i que es va publicar fins a 1971. Era la primera revista tridimensional de la història. Els subscriptors rebien una caixa que contenia materials per llegir, per escoltar, per olorar, per observar...John Cage, Merce Cunningham, Marcel Duchamp, Yoko Ono, Robert Rauschenberg, The Velvet Underground i Andy Warhol, entre molts altres, van col·laborar en un projecte que es va mantenir viu fins al 1971. ASPEN, que continua la tradició de la boîte-en-valise de Marcel Duchamp o «el museu en una maleta», es considera una obra mestra de l'art experimental i la crítica institucional.